# 田島芽瑠
田島 芽瑠（たしま める、2000年〈平成12年〉1月7日 - ）は、日本のタレント、女優、YouTuberで、女性アイドルグループHKT48の元メンバー。
福岡県福岡市出身。Mama&Son所属。

## 略歴
2011年
- モーニング娘。10期メンバーオーディションに応募、合宿審査まで残るが、最終審査には残らなかった[3]。

2012年
- 6月23日、HKT48第2期生オーディション最終審査に合格[4]。総合プロデューサー・秋元康は「第2の松井珠理奈。将来のセンター候補が出てきた」と評価する[5]。
- 9月23日、研究生として初お披露目され、同月30日の「PARTYが始まるよ」公演で劇場公演デビュー。
- 11月2日、読売新聞朝刊『HKT48夢の途中』にデビュー1カ月後の10月29日の様子などが掲載される。
- 12月、AKB48の29thシングル「永遠プレッシャー」のカップリング曲として発表されたHKT48初のオリジナル曲「初恋バタフライ」のセンターに選ばれる[6]。

2013年
- 2月20日発売のAKB48の30thシングル「So long !」のカップリング曲「Waiting room」に、HKT48多田愛佳、兒玉遥、宮脇咲良（いずれもチームH）らとともに参加。
- 3月、同月20日からスタートしたNHK BS1・BSプレミアムの「あなたはダレ推し? 私はBS押し!」キャンペーンに際して結成された「チームBS」メンバー10人の一人に選ばれる[7]。
- 3月20日に発売されたHKT48初のシングル「スキ!スキ!スキップ!」においても再びセンターに選ばれる[8]。AKB48グループにおいて、1期生以外のメンバーがデビュー曲のセンターを担当するのは唯一の事例である。
- 5月22日発売のAKB48の31stシングル「さよならクロール」では、同期の朝長美桜とともに表題曲選抜として初参加[注 1]。
- 5月から6月にかけ開催されたAKB48 32ndシングル選抜総選挙では55位で、フューチャーガールズに選出された[9]。
- 7月、田島と同じく当時AKB48・SKE48・NMB48・HKT48の研究生だった岡田奈々・小嶋真子・西野未姫・北川綾巴・渋谷凪咲・朝長美桜と派生ユニットてんとうむChu!を結成[10]。
- 9月4日に発売された2ndシングル「メロンジュース」では、朝長とのダブルセンターを務める[11]。

2014年
- 1月11日、『HKT48九州7県ツアー 〜可愛い子には旅をさせよ〜』初日夜公演において、「クラス替え」（＝チーム編成変更）により、研究生から同年春に再編成される予定のチームHへの昇格が発表される[12]。
- 3月12日に発売された3rdシングル「桜、みんなで食べた」で、再び朝長とダブルセンターを務める[13]。
- 4月23日、チームH 2nd Stage「青春ガールズ」公演初日にスターティングメンバーとして出演、チームHの一員として活動開始[14]。
- 5月から6月にかけて実施された『AKB48 37thシングル選抜総選挙』では38位で、ネクストガールズに選出された[15]。

2015年
- 5月から6月にかけて実施された『AKB48 41stシングル選抜総選挙』では32位で、アンダーガールズに選出された[16]。

2016年
- 5月から6月にかけて実施された『AKB48 45thシングル選抜総選挙』では43位で、ネクストガールズに選出された[17]。

2022年
- 1月15日、HKT48劇場で行われたR24「博多リフレッシュ」公演でグループから卒業することを発表[18][19][20]。
- 4月3日、博多国際展示場&カンファレンスセンターで開催されたHKT48 2ndアルバム『アウトスタンディング』劇場盤発売記念2ショット写真会をもってHKT48を卒業[19][20][21]。
- 4月4日、卒業後に高橋みなみ、小嶋陽菜などが所属しているプロダクション尾木の子会社であるMama&Sonに移籍した[2][22]。
- テレビ東京系で4月11日より放送の連続ドラマ「吉祥寺ルーザーズ」で、グループ卒業後初のドラマ出演[23]。

## 人物

### 人柄
- 「芽瑠」という名前はフランス語で「海」を意味する「メル (Mer)」からとられたものである[24]。
- 趣味は読書[25]で、月に20冊以上の本を読む読書家である。『王様ゲーム』『共食い』など、金沢伸明の作品を愛読している[26]。
- 自他共に認める大食いである[27]。中でも和食、特に寿司を好む[28]。
- 特技は「誰とでも仲良くなれる」、チャームポイントは「まつげ・歯並び」となっている[25]。
- 幼少時から『美少女戦士セーラームーン』のファンである[29]。
- 2014年のお年玉で購入したものとして『モーニング娘。コンサートツアー2013春 ミチシゲ☆イレブンSOUL 田中れいな卒業記念in日本武道館』を挙げた[30]。
- 廣川奈々聖（わーすた）は中学校時代の友人[31]。
- 小学生時代、西日本新聞のこども記者として活動していた[32]。

### 親族
- 自身の高祖父は諫早銀行[注 2]頭取、諫早町長、第3代諫早市長、長崎県議会議員を務めた池松林一[33][34]、曽祖父は長崎県議会議員と長崎市議会議員を務め、長崎放送（NBC）の前身である長崎平和放送の設立に関わり、取締役も務めた隈部登馬男であることを明かしている[35]。
- 弟がいる[36]。

### HKT48
- ニックネームについて、他メンバーからは、最終オーディション時からお披露目直前まで「めるる」と呼ばれ定着すらしていたが、お披露目で正式にニックネームを決める時に「やっぱり芽瑠って名前が好きだし、グループにたくさん人数いてもかぶらない名前だし、HKTの先の夢を考えて…“める”に決めた」とのこと[37]。
- 大島優子のような「皆を笑顔にするアイドル」になるのが夢としていた[5]。
- HKT48のオーディションの歌唱審査では、いきものがかり「笑ってたいんだ」を歌った[5]。
- センターポジションの感想を訊かれて「最初はセンターの意味もわからず、なんで私なんだろうと思いました。私がセンターって発表された時は先輩方も泣いていたりして。初めは正直イヤだと思う時期もありましたが、いろいろ積み重ねていくことで、大切な位置だし、もっと頑張らなきゃいけないなと思うようになりました」と語っている[38]。
- 仕事で航空機に搭乗する機会が多いため、2013年10月の時点で、航空会社マイレージサービスの最上級会員であるダイヤモンドメンバーとなっている[39]。
- HKT48メンバー兼劇場支配人の指原莉乃を「さしこちゃん」と呼んでおり[40]、食習慣の乱れている指原[41]に、年下の後輩である田島が朝食をちゃんと摂るよう注意を与えていた[40]。

## HKT48在籍時の参加楽曲

### シングル選抜楽曲
HKT48名義
- スキ!スキ!スキップ!（2013年3月20日） - EAN 4988005747150
  - お願いヴァレンティヌ - EAN 4988005747150
  - 片思いの唐揚げ - 「あまくち姫」名義 EAN 4988005747150
- メロンジュース（2013年9月4日） - EAN 4988005779595
  - 希望の海流 - 「あまくち姫」名義 EAN 4988005779618
  - 波音のオルゴール - EAN 4988005779595
- 桜、みんなで食べた（2014年3月12日） - EAN 4988005814586
  - 君はどうして? - EAN 4988005814586
  - 既読スルー - 「Team H」名義 EAN 4988005814586
  - 君のことが好きやけん - EAN 4988005814616
- 控えめI love you !（2014年9月24日） - EAN 4988005837837
  - 今 君を想う - EAN 4988005837837
  - アイドルの王者 - 「Team H」名義 EAN 4988005837837
- 12秒（2015年4月22日） - EAN 4988005877222
  - ロックだよ、人生は… - EAN 4988005877222
  - カメレオン女子高生 - 「Team H」名義 EAN 4988005877239
- しぇからしか!（2015年11月25日） - 「HKT48 feat.氣志團」名義 EAN 4988031129203
  - 黄昏のタンデム - EAN 4988031129203
  - Buddy - 「Team H」名義 EAN 4988031129203
- 74億分の1の君へ（2016年4月13日） - EAN 4988031148914
  - Chain of love - EAN 4988031148914
  - アインシュタインよりディアナ・アグロン - 「なこみく & めるみお」名義 EAN 4988031148938
- 最高かよ（2016年9月7日） - EAN 4988031177365
  - 夜空の月を飲み込もう - 「HKT48 Team H」名義 EAN 4988031177372
- 「バグっていいじゃん」（2017年2月15日）に収録
  - 必然的恋人 - EAN 4988031207314
  - HKT48ファミリー - EAN 4988031207406
- キスは待つしかないのでしょうか?（2017年8月2日） - EAN 4988031235386
  - ロマンティック病 - EAN 4988031235416
- 早送りカレンダー（2018年5月2日）
  - 季節のせいにしたくはない
- 意志（2019年4月10日）
  - 誰より手を振ろう
  - いつだってそばにいる
- 3-2（2020年4月22日）
  - おしゃべりジュークボックス - 「HKT48栄光のラビリンスCM選抜2020」名義
  - 青春の出口
- 君とどこかへ行きたい（2021年5月12日） - 「つばめ選抜」名義

AKB48名義
- 「永遠プレッシャー」（2012年12月5日）に収録
  - 初恋バタフライ - 「HKT48」名義 EAN 4988003429744
- 「So long !」（2013年2月20日）に収録
  - Waiting room - 「アンダーガールズ」名義 EAN 4988003432188
- さよならクロール（2013年5月22日） - EAN 4988003437787
- 「恋するフォーチュンクッキー」（2013年8月21日）に収録
  - 推定マーマレード - 「フューチャーガールズ」名義 EAN 4988003441586
  - 青空カフェ EAN 4988003441654
- 「ハート・エレキ」（2013年10月30日）に収録
  - 君だけにChu ! Chu ! Chu ! - 「てんとうむChu !」名義 EAN 4988003443771
- 「鈴懸の木の道で「君の微笑みを夢に見る」と言ってしまったら僕たちの関係はどう変わってしまうのか、僕なりに何日か考えた上でのやや気恥ずかしい結論のようなもの」（2013年12月11日）に収録
  - 選んでレインボー - 「てんとうむChu !」名義 EAN 4988003447137
  - ウインクは3回 - 「HKT48」名義 EAN 4988003445201
- 「前しか向かねえ」（2014年2月26日）に収録
  - 昨日よりもっと好き - 「Smiling Lions」名義 EAN 4988003450809
- ラブラドール・レトリバー（2014年5月21日） - EAN 4988003453015
- 「心のプラカード」（2014年8月27日）に収録
  - ひと夏の反抗期 - 「ネクストガールズ」名義 EAN 4988003454500
- 「希望的リフレイン」（2014年11月26日）に収録
  - 今、Happy - 「ばら組」名義 EAN 4988003460853
- 「Green Flash」（2015年3月4日）に収録
  - 大人列車 - 「HKT48」名義 EAN 4988003465988
  - 初恋のおしべ - 「てんとうむChu ! & かぶとむChu !」名義 EAN 4901070159093
- 「僕たちは戦わない」（2015年5月20日）に収録
  - “ダンシ”は研究対象 - 「てんとうむChu !」名義 EAN 4988003467906
- 「ハロウィン・ナイト」（2015年8月26日）に収録
  - さよならサーフボード - 「アンダーガールズ」名義 EAN 4988003473051
- 「君はメロディー」（2016年3月9日）に収録
  - Make noise - 「HKT48」名義 EAN 4988003484637
- 「LOVE TRIP/しあわせを分けなさい」（2016年8月31日）に収録
  - 進化してねえじゃん - 「ネクストガールズ」名義 EAN 4988003491468
- 「ハイテンション」（2016年11月16日）に収録
  - 清純タイアド - 「てんとうむChu !」名義 EAN 4988003495220
- 「シュートサイン」（2017年3月15日）に収録
  - 止まらない観覧車 - 「HKT48」名義 EAN 4988003500689
- 「願いごとの持ち腐れ」（2017年5月31日）に収録
  - 前触れ EAN 4988003504496
- 「#好きなんだ」（2017年8月30日）に収録
  - 戸惑ってためらって - 「ネクストガールズ」名義 EAN 4988003508821
- 「ジャーバージャ」（2018年3月14日）に収録
  - ぶっ倒れるまで - 「HKT48」名義
- 「センチメンタルトレイン」（2018年9月19日）に収録
  - サンダルじゃできない恋 - 「アンダーガールズ」名義

### アルバム選抜楽曲
HKT48名義
- 『092』に収録
  - 人差し指の銃弾
  - 2018年の橋
  - 僕らのStand By Me - 「2期生」名義
  - ファンミーティング - 「F24」名義
- 『アウトスタンディング』に収録
  - 突然 Do love me!
  - SNS WORLD - 「栄光のラビリンスCM選抜2021」名義

AKB48名義
- 『次の足跡』に収録
  - スマイル神隠し - 「てんとうむChu !」名義 EAN 4988003447991
- 『ここがロドスだ、ここで跳べ!』に収録
  - Birth - EAN 4988003463151
- 『0と1の間』に収録
  - てんとうむChu ! を探せ! - 「てんとうむChu !」名義 EAN 4988003479046

### 配信楽曲
- タンスのゲン（2013年3月1日）HKT48名義

### 劇場公演ユニット曲
HKT48 研究生「PARTYが始まるよ」公演
- スカート、ひらり
- 星の温度

チームH 「博多レジェンド」公演
- 制服のバンビ（兒玉遥のアンダー）

ひまわり組「パジャマドライブ」公演
- 鏡の中のジャンヌ・ダルク

HKT48 研究生「脳内パラダイス」公演
- 泣きながら微笑んで

チームH 2nd Stage「青春ガールズ」
- 禁じられた2人
- ふしだらな夏

チームH 3rd Stage「最終ベルが鳴る」
- 初恋泥棒
- ごめんね ジュエル（兒玉遥のアンダー）
- おしべとめしべと夜の蝶々（指原莉乃・松岡菜摘のアンダー）

ひまわり組「ただいま恋愛中」公演
- 7時12分の初恋
- 春が来るまで
- 帰郷

チームH 4th Stage「シアターの女神」
- 初恋よ こんにちは
- 嵐の夜には（田中美久のアンダー）
- キャンディー（矢吹奈子のアンダー）
- ロッカールームボーイ（坂口理子のアンダー）
- 夜風の仕業（田中美久のアンダー）

チームH 5th Stage「RESET」
- 制服レジスタンス（指原莉乃のアンダー）
- 逆転王子様
- 明日のためにキスを（豊永阿紀のアンダー）
- 心の端のソファー（田中美久・駒田京伽のアンダー）

R24「博多リフレッシュ」公演
- リターンマッチ
- Choose me !
- 黒い天使

## 出演

### テレビドラマ
- 女子高警察（2013年10月27日 - 2014年3月16日、フジテレビ）[42][43]
- 福岡恋愛白書9 月と太陽を見上げて（2014年3月21日、九州朝日放送） - 樋口葵 役[44]
- マジすか学園0 木更津乱闘編（2015年11月28日、日本テレビ） - メガホン 役[45]
- 吉祥寺ルーザーズ（2022年4月11日 - 6月27日、テレビ東京） - 望月舞 役[46][47]

### 映画
- 泣くな赤鬼（2019年6月14日、KADOKAWA） - 溝口遥 役
- 戦国ガールと剣道ボーイ（2020年制作作品）[48]
- 断捨離パラダイス（2022年7月22日、SKIPシティ国際Dシネマ映画祭 特別招待作品）[49]
- てっぺんの剣（2024年11月15日〈9月27日大分先行公開〉、シンカ） - 沖田麻里 役[50][51]

### 舞台
- HKT48指原莉乃座長公演 第1部「博多少女歌舞伎『博多の阿国の狸御殿』」（2015年4月8日 - 23日、明治座 / 8月24日 - 31日、博多座） - 小まめ 役[52]
- 劇団れなっち「ロミオ&ジュリエット」（2018年5月9日 - 13日、AiiA 2.5 Theater Tokyo） - ロレンス神父 役（黒組）[53]
- 博多座開場20周年記念公演「仁義なき戦い〜彼女（おんな）たちの死闘編〜」（2019年11月9日 - 14日、博多座） - 山守義雄（金子信雄） 役[54]
- 劇団ノーミーツ 旗揚げ公演「門外不出モラトリアム」（2020年5月23日 - 24日 / 再公演・5月31日、配信上演：Zoom） - マイ 役[55][56]
- imgオンライン公演 長編演劇「私たちに明日はある」（2022年2月28日 - 3月3日、配信上演：ZAIKO） - 主演・吉川あすな 役[57][58]
- 『武楽「神曲 修羅六道」』（2022年5月1日、東京芸術劇場 プレイハウス） - 神功皇后 役[59][60]
- ドラマチックハイスクール（2022年10月7日 - 16日、品川プリンスホテル クラブeX） - 鈴木祐実 役[61]
- 第77回文化庁芸術祭参加公演 ダンテ没後七百年記念作品『武楽「神曲 修羅六道」』（2022年11月5日、IHIステージアラウンド東京） - 神功皇后 役[62]
- POLARIS presentsマダミスバラエティ「マーダーマーダー」～踊る貴婦人～（2022年11月20日、北沢タウンホール）[63]
- 明治座創業150周年前月祭「大逆転！大江戸桜誉賑（だいきゃくてん！おおえどかーにばる）」（2023年3月4日 - 28日、明治座） - おはる 役[64]
- ふるさとチョイス PRESENTS ミュージカル クリスマスキャロル2023（2023年12月7日 - 13日、東京キネマ倶楽部） - ヒロイン・ケイト 役[65]
- 舞台「コムタンスープ」（2024年1月12日 - 14日、中目黒キンケロ・シアター） - 凪沙 役[66]
- ぱすてるからっと 舞台「悪役令嬢イミテーション」（2024年4月25日 - 29日、CBGKシブゲキ!!） - 主演・スクルド 役（柴田茉莉とのW主演）[67]
- マクラコトバ（2024年7月4日 - 8日、あうるすぽっと） - 高濱みなみ 役[68]
- 劇団ナイスコンプレックス「NAIKON AID」2025春（2025年1月23日、調布市せんがわ劇場）[69]
- 福岡市民ホール開館記念 中ホール初回公演 万能グローブ ガラパゴスダイナモス×ゴジゲン×小山田壮平「見上げんな!」（2025年4月4日 - 6日、福岡市民ホール 中ホール / 4月17日 - 20日、近鉄アート館 / 4月24日 - 27日、新国立劇場 小劇場） - 主演・三月 役[70]

### ラジオ
- HKT48 ラジオ聴かナイト!（2014年12月14日 - 2022年2月13日、九州朝日放送） - 準レギュラー

### CM
- ハウス食品『うまかっちゃん』「うまか学園」編（2013年8月5日 - ）[71]

### 広報
- 天神ビッグバン アニメイト福岡パルコ（2020年 - ） - アンバサダー[72]
- 北九州市 子育て環境PRアンバサダー（2021年10月29日 - ）[1]

### ネット配信
- AKBラブナイト 恋工場 第4話「ハツカレ」（2016年4月28日、ビデオパス・テレ朝動画） - 主演・恵麻 役[73]
- オンラインショートドラマ「年下日記online」（2020年7月3日 - 、全12話、LINE NEWS VISION） - 主演・田島芽瑠 / 嶋田先生 役[74]

### テレビアニメ
- おとなの防具屋さんII（2021年2月5日、TOKYO MX） - 謎のお客 役[75][76]

### イベント
- 博多座神楽まつり（2021年12月8日、博多座） - ナビゲーター[77]

## 書籍

### 写真集・ムック
- SUMMER CANDY 2017（2017年8月31日、東京ニュース通信社）[78]

### Web連載
- 小説丸（2018年5月15日 - 、小学館） - 「読メル幸せ」を連載[79]